# Walter Hillmann
Walter Hillmann (* 9. Dezember 1903 in Altötting; † unbekannt) war ein deutscher Landrat.

## Leben
Hillmann trat als Student zum 1. Februar 1931 der NSDAP bei (Mitgliedsnummer 465.213) und wurde nach dem deutschen Überfall auf Polen 1939 als Kreisleiter in Preußisch Stargard eingesetzt. Mit Wirkung vom 1. Januar 1942 übernahm er das Amt des Landrats im Landkreis Preußisch Stargard. Nachdem er 1943 zur deutschen Wehrmacht einberufen wurde, musste er von Landrat Reinhold Isendick aus Dirschau vertreten werden.